# 大花叉柱兰
大花叉柱兰（学名：Cheirostylis griffithii）为兰科叉柱兰属下的一个种。

## 扩展阅读
- 維基物種上的相關：大花叉柱兰